# إرلاند فون كوش
إرلاند فون كوش (بالسويدية: Erland von Koch)‏ هو عازف بيانو وملحن سويدي، ولد في 26 أبريل 1910 في ستوكهولم في السويد، وتوفي بنفس المكان في 31 يناير 2009.

## وصلات خارجية
- إرلاند فون كوش على موقع IMDb (الإنجليزية)
- إرلاند فون كوش على موقع ميوزك برينز (الإنجليزية)
- إرلاند فون كوش على موقع أول ميوزيك (الإنجليزية)
- إرلاند فون كوش على موقع ديسكوغز (الإنجليزية)
- إرلاند فون كوش على موقع قاعدة بيانات الفيلم (الإنجليزية)